# Lee Meng-yuan (Badminton)
Lee Meng-yuan (chinesisch 李夢園 / 蒋忠侯, Pinyin Lǐ Mèng Yuán, Tongyong Pinyin Jiang Jhong Hou, W.-G. Li Meng Yüan, Zhuyin ㄌㄧˇ ㄇㄥˋ ㄩㄢˊ, G. R. Lii Menq Yuan, Yale Li Meng Ywan; * 1960) ist ein Badmintonspieler aus Chinesisch Taipeh, der im Parabadminton in der Startklasse SU5 an den Start geht und zwei Mal Weltmeister wurde und fünf weitere Medaillen bei Weltmeisterschaften gewann.

## Karriere
Bei der Weltmeisterschaft 2003 in Cardiff im Vereinigten Königreich startete Lee im Herreneinzel und hatte im Viertelfinale, der ersten Runde, ein Freilos. Im Halbfinale besiegte er seinen Landsmann Chang Cheng-cheng mit 15:5, 15:1 und stand im Finale Frank Dietel aus Deutschland gegenüber, den er 15:9, 15:5 besiegte und somit Weltmeister wurde. Im Herrendoppel trat er mit Chang Cheng-cheng an und besiegte im Halbfinale Frank Dietel, der mit Eyal Bachar aus Israel spielte, mit 15:5, 15:1. Im Finale besiegten Lee und Chang Antony Forster und Stuart Masters aus England mit 15:4, 15:1; Lee war somit Doppelweltmeister. Bei der Asienmeisterschaft 2004 in Kuala Lumpur gewann Lee die mit seinem Landsmann Hsu Chi-tsung geteilte Bronzemedaille hinter Cheah Liek Hou aus Malaysia und Jeffrey Zee aus Hongkong.
Bei der Weltmeisterschaft 2005, die in Hsinchu auf der Insel Taiwan ausgetragen wurde, startete Lee im Herrendoppel wie bei der vorangegangenen Weltmeisterschaft mit seinem Landsmann Chang Cheng-cheng. Da nur drei Spielpaare antraten, erhielten Cheah Liek Hou und Razali Jaafar aus Malaysia im Halbfinale ein Freilos, während Lee und Chang im Halbfinale gegen die Malaysier Hamizan Mohamed und Thiraviasamy Savarinathan spielten und mit 2:0 gewannen. Im Finale unterlagen sie Hou und Jaafar mit 0:2 und erreichten somit die Silbermedaille.
Bei der Weltmeisterschaft 2007, die in Thailands Hauptstadt Bangkok ausgetragen wurde, startete Lee im Herreneinzel in Gruppe sechs und verlor sein erstes Spiel gegen den Russen Ramil Juldaschew mit 13:21, 10:21. Das zweite Spiel gewann er mit 21:4, 21:3 gegen den Spanier José Hernández mit 21:4, 21:3. Damit lag er in der Gruppe vor Hernandez, der beide Spiele verloren hatte, auf Rang zwei. In der ersten Runde des K.-o.-Systems verlor Lee mit 18:21, 11:21 gegen den Spanier Juan Bretones, der später die Silbermedaille errang. Im Herrendoppel spielte er mit seinem Landsmann Lin Tien-jen in Gruppe drei. Sie gewannen beide Spiele: mit 21:8, 21:3 gegen Antony Forster aus England und Jonathan Levy aus Israel und mit 21:11, 21:8 gegen Choi Su-man und Kim Su-hyun aus der Republik Korea. Im Viertelfinale besiegten sie die Spanier Félix Fernández und Juan Bretones mit 22:20, 21:9 und unterlagen im Halbfinale den Indern Rakesh Pandey und Raj Kumar mit 15:21, 13:21. Da der dritte Platz nicht ausgespielt wurde, teilten sie sich die Bronzemedaille mit dem deutsch-israelischen Duo Frank Dietel/Eyal Bachar.
2009 startete Lee bei der Weltmeisterschaft in Seoul in der Republik Korea in Gruppe C des Herreneinzels. Das erste Spiel gewann er mit 21:14, 21:4 gegen Jonathan Levy aus Israel, das zweite ging gegen den Inder Raj Kumar mit 22:24, 6:21 verloren. Das dritte Gruppenspiel gewann Lee mit 21:8, 21:6 gegen Félix Fernández aus Spanien. Im Viertelfinale besiegte Lee den Deutschen Frank Dietel mit 21:12, 21:11 und verlor dann im Halbfinale gegen den Israeli Eyal Bachar mit 19:21, 17:21. Da der dritte Platz nicht ausgespielt wurde, teilte sich Lee die Bronzemedaille mit Rakesh Pandey aus Indien. Im Herrendoppel spielte Lee mit seinem Landsmann Lin Cheng-che in Gruppe B, wo sie das erste Spiel mit 21:5, 21:13 gegen Choi Su-man und Kim Ki-yeon aus der Republik Korea gewannen. Das zweite Gruppenspiel ging gegen die Inder Rakesh Pandey und Raj Kumar mit 8:21, 12:21 verloren. Im Halbfinale gewannen sie gegen İlker Tuzcu aus der Türkei und Frank Dietel aus Deutschland mit 21:6, 21:17, womit sie im Finale erneut Pandey und Kumar gegenüberstanden. Das Finale verloren Lee und Lin mit 16:21, 21:11, 17:21 und erreichten somit die Silbermedaille.
Bei der Weltmeisterschaft 2011, die in Guatemalas Hauptstadt Guatemala-Stadt ausgetragen wurde, startete Lee im Herreneinzel in Gruppe C, wo er beide Spiele gewann: gegen den Spanier Félix Fernández mit 21:3, 21:2 und gegen den Russen Ramil Juldaschew mit 16:21, 21:15, 21:7. Im Viertelfinale besiegte er den Türken Tunahan Eser mit 21:13, 17:21, 21:18 und verlor dann im Halbfinale gegen dessen Landsmann İlker Tuzcu. Da der dritte Platz nicht ausgetragen wurde, teilte er sich die Bronzemedaille mit Eyal Bechar aus Israel.
2012 nahm er an der Asienmeisterschaft in Yeoju in der Republik Korea teil. Im Herrendoppel spielte er mit seinem Landsmann Yeh En-chuan, sie verloren beide Gruppenspiele in Gruppe C: mit 16:21, 21:12, 12:21 gegen die Vietnamesen Hồng Tuân Phạm und Minh Nhuận Trần und mit 10:19, 19:21 gegen die Japaner Hironobu Kawabata und Gen Shogaki. Im Herreneinzel spielte er in Gruppe D und gewann alle drei Spiele: mit 21:9, 21:5 gegen Lalith Samara Pelige Ranjan Karunadasa aus Sri Lanka, mit 21:13, 21:13 gegen Hồng Tuân Phạm aus Vietnam und mit 22:20, 21:18 gegen Narinchort Khowbunyarasri aus Thailand. Im Viertelfinale verlor er gegen den Japaner Hironobu Kawabata mit 22:24, 17:21.
2013 nahm er bei der Weltmeisterschaft in Dortmund in Deutschland teil. Im Herreneinzel startete er in Gruppe F und gewann alle drei Spiele: gegen Hironobu Kawabata aus Japan mit 21:14, 21:13, gegen Leo Hastrich aus Deutschland mit 21:7, 21:5 und gegen Hồng Tuân Phạm aus Vietnam mit 19:21, 21:18, 21:13. In der ersten Runde des K.-o.-Systems verlor er gegen den Japaner Gen Shogaki mit 27:29, 12:21. Im Herrendoppel startete Lee wie bei der Asienmeisterschaft im Jahr zuvor mit Yeh En-chuan. Das erste Spiel in Gruppe C gewannen sie gegen Frank Dietel aus Deutschland und Kim Gi-yeon aus der Republik Korea mit 23:21, 21:17, das zweite ging gegen die Japaner Gen Shogaki und Tetsuo Ura mit 7:21, 15:21 verloren. Das dritte Gruppenspiel entschieden sie mit 21:11, 21:13 gegen die Malaysier Syahrul Feezwan Abdul Samat und Suhaimi Robini für sich. Im Viertelfinale verloren sie gegen die Singapurer Wai Hwa Kelvin Pung und Tay Wei Ming mit 21:11, 13:21, 19:21.
Bei den Para-Asienspielen 2014 in Incheon in der Republik Korea nahm Lee im Badminton teil und startete hierbei im Herreneinzel in Gruppe E. Das erste Spiel verlor er gegen den Indonesier Suryo Nugroho mit 9:21, 9:21 und das zweite mit 19:21, 15:21 gegen Kim Gi-yeon aus der Republik Korea. Im dritten Spiel gewann er den ersten Satz mit 22:20, woraufhin sein Gegner, der Vietnamese Minh Nhuận Trần, aufgab. Lee belegte damit den dritten Gruppenrang vor Trần und hinter Kim. Im Herrendoppel startete Lee mit seinem Landsmann Yeh En-chuan in Gruppe C. Das erste Spiel gewannen sie mit 21:18, 13:21, 21:18 gegen die Japaner Hironobu Kawabata und Gen Shogaki. Die beiden anderen Spiele gingen verloren: mit 22:20, 14:21, 17:21 gegen die Vietnamesen Hồng Tuân Phạm und Minh Nhuận Trần sowie mit 19:21, 21:18, 19:21 gegen die Inder Rakesh Pandey und Raj Kumar. In der Gruppe lagen sie somit auf Rang drei vor den Japanern und hinter den Indern.
2017 nahm er bei der Weltmeisterschaft teil, die in Ulsan in der Republik Korea ausgetragen wurde und startete hierbei im Herreneinzel in Gruppe E. Das erste Spiel gewann er gegen den Türken Burak May mit 21:16, 21:16. Die beiden anderen Spiele gingen verloren: mit 25:27, 2:21 gegen Tay Wei Ming aus Singapur und mit 6:21, 13:21 gegen Suryo Nugroho aus Indonesien. Er lag damit auf Gruppenrang drei hinter Ming und vor May. Im Herrendoppel startete er wie zuletzt bei der Weltmeisterschaft 2009 mit seinem Landsmann Lin Cheng-che. In der Gruppe A verloren sie das erste Spiel gegen die Malaysier Cheah Liek Hou und Hairol Fozi Saaba mit 13:21, 20:22. Das zweite Spiel gewannen sie mit 21:5, 21:10 gegen den Russen Mikhail Chiviksin und den Franzosen Paul Edinger. Lee und Lin lagen damit auf Gruppenrang zwei hinter den Malaysiern. Im Viertelfinale unterlagen sie mit 19:21, 15:21 dem Indonesier Suryo Nugroho, der mit dem Singapurer Tay Wei Ming spielte – Nugroho und Ming wurden später Weltmeister.
2018 trat Lee erneut bei den Para-Asienspielen im Badminton an; die Spiele wurden in Jakarta, der damaligen Hauptstadt Indonesiens ausgetragen. Hierbei trat er lediglich im Herrendoppel an, wobei er mit seinem Landsmann Ling Cheng-che startete. Beide Gruppenspiele in der Gruppe A gingen verloren: mit 18:21, 20:22 gegen die Malaysier Cheah Liek Hou und Hairol Fozi Saaba sowie mit 7:21, 14:21 gegen die Thailänder Pricha Somsiri und Chok-Uthaikul Watcharaphon.